# São Paulo Futebol Clube (Araraquara)
O São Paulo Futebol Clube foi um clube brasileiro de futebol da cidade de Araraquara. Foi fundando em 4 de fevereiro de 1937 e disputou três edições do campeonato paulista da série A2: em 1949, 1950 e 1951.
Em 9 de janeiro de 1952 o clube deixa de existir, ao se fundir com o Paulista Futebol Clube de Araraquara dando origem a Associação Desportiva Araraquara.